# Суб'єкти Російської Федерації
Суб'єкт Російської Федерації або скорочено суб'єкт федерації — назва територіальної одиниці верхнього рівня у Росії. Згідно з Конституцією Росії 1993 Росія є федеративною державою та складається з рівноправних суб'єктів Російської Федерації.
Згідно з Конституцією, Російська Федерація складається з республік, країв, областей, міст федерального значення, автономних областей, автономних округів. Кожний суб'єкт федерації, крім федеральних органів, має свою виконавчу (зазвичай, губернатора або голову), законодавчу (регіональні парламенти) та судову (конституційний (статутний) суд суб'єкта) гілки влади. Суб'єкти мають свою власну конституцію або статут, а також власне законодавство, прийняте регіональними парламентами. Суб'єкти федерації мають по два представника у верхній палаті російського парламенту — Раді Федерації. У відносинах із федеральними органами державної влади всі суб'єкти федерації між собою рівноправні. Суб'єкти мають повноваження вирішувати питання, віднесені Конституцією до ведення суб'єктів. Суб'єкти Російської Федерації не мають права виходу з її складу.
Сучасна Росія успадкувала перелік регіонів від РРФСР. 1992 року російськими регіонами було підписано Федеративний договір про розмежування повноважень, який було включено до тексту Конституції РРФСР 1978 року. 1993 року, коли була прийнята чинна Конституція, налічувалося 89 суб'єктів. З 1 березня 2008, після об'єднання регіонів стало 83 суб'єкта Російської Федерації
18 березня 2014, після початку тимчасової окупації Криму, РФ спробувала незаконно приєднати його з утворенням двох нових суб'єктів т. зв. Республіки Крим та міста федерального значення Севастополь. Російська влада вважає, що з окупованим Кримом, федерація нараховує 85 суб'єктів.
30 вересня 2022, після часткової окупації Донецької, Запорізької, Луганської і Херсонської областей, РФ спробувала незаконно приєднати їх з утворенням чотирьох нових суб'єктів: ДНР, ЛНР, Херсонської та Запорізької областей. Російська влада вважає, що з окупованими територіями, федерація нараховує 89 суб'єктів. На міжнародному рівні та в Україні ця анексія вважається нікчемною та не визнається.

## Сучасний федеративний устрій Росії

### Особливості статусу суб'єктів федерації
Російську Федерацію складають республіки, краї, області, міста федерального значення, автономна область та автономні округи, є суб'єктами федерації. У таблиці наведено особливості конституційно-правового статусу кожного з типів суб'єктів РФ. У дужках вказано статті Конституції Росії, що містять відповідні положення. «Суверенітет» РФ над тимчасово окупованою територією АР Крим, де 2014 року незаконно утворено два суб'єкти РФ: Республіку Крим і місто федерального значення Севастополь, це утворення не визнається практично всіма державами світу.
| Республіка                                 | - охарактеризована у Конституції Росії як «держава» (частина 2 статті 5); - статус визначається Конституцією Росії та своєю конституцією (частина 2 статті 5, частина 1 статті 66); - мають право встановлювати свої державні мови (частина 2 статті 68). |
| Край, область, місто федерального значення | - статус визначається Конституцією Росії та своїм статутом, прийнятими крайовим (обласним, міським) законодавчим (представницьким) органом (частина 2 статті 5, частина 2 статті 66). |
| Автономна область                          | - статус визначається Конституцією Росії та своїм статутом, прийнятими законодавчим (представницьким) органом автономної області (частина 2 статті 5, частина 2 статті 66); - може бути прийнятий федеральний закон про автономну область (частина 3 статті 66). |
| Автономний округ                           | - статус визначається Конституцією Росії та своїм статутом, прийнятими законодавчим (представницьким) органом автономного округу (частина 2 статті 5, частина 2 статті 66); - може бути прийнятий федеральний закон про автономний округ (частина 3 статті 66); - відносини автономних округів, що входять до складу краю чи області, можуть регулюватися федеральним законом та договором між відповідним автономним округом та краєм або областю (частина 4 статті 66). |

### Розподіл суб'єктів федерації за типами
Нижче наводяться відомості про кількість суб'єктів Російської Федерації кожного типу та їх територіальне розташування станом на 1 січня 2014 року.
|  | 21 республіка                 |
|  | 9 країв                       |
|  | 46 областей                   |
|  | 2 міста федерального значення |
|  | 1 автономна область           |
|  | 4 автономних округи           |

### Перелік суб'єктів федерації
Нижче наведено перелік існуючих суб'єктів Російської Федерації станом на 1 січня 2014 року. Для кожного суб'єкта федерації наводяться його основні характеристики та відомості про його адміністративно-територіальному поділі.
| №  | суб'єкт федерації           | Прапор | Герб | Террі- торія (км²) | Населення    | Адмініст- ративний центр         | Адміністративно-територіальний устрій (згідно з ЗКАТО)                   | Код ЗКАТО | Муніципальні утворення                                                                    | Адміністративно-територіальний поділ (детально) |
| -- | --------------------------- | ------ | ---- | ------------------ | ------------ | -------------------------------- | ------------------------------------------------------------------------ | --------- | ----------------------------------------------------------------------------------------- | ----------------------------------------------- |
|    | Республіки                  |        |      |                    |              |                                  |                                                                          |           |                                                                                           |                                                 |
| 01 | Адигея                      |        |      | 7792               | ▲446 406     | Майкоп                           | 7 районів і 2 міста                                                      | 79        | 7 муніципальних районів, 2 міських округи                                                 | детальніше                                      |
| 02 | Алтай                       |        |      | 92 903             | ▲211 645     | Гірничо-Алтайськ                 | 10 районів і 1 місто                                                     | 84        | 10 муніципальних районів, 1 міський округ                                                 | детальніше                                      |
| 03 | Башкортостан                |        |      | 142 947            | ▲4 069 698   | Уфа                              | 54 району та 21 місто                                                    | 80        | 54 муніципальних райони, 9 міських округів                                                | детальніше                                      |
| 04 | Бурятія                     |        |      | 351 334            | ▲973 860     | Улан-Уде                         | 21 район і 2 міста                                                       | 81        | 21 муніципальний район, 2 міських округи                                                  | детальніше                                      |
| 05 | Дагестан                    |        |      | 50 270             | ▲2 963 918   | Махачкала                        | 41 район і 10 міст                                                       | 82        | 42 муніципальних райони, 10 міських округів                                               | детальніше                                      |
| 06 | Інгушетія                   |        |      | 3628               | ▲453 010     | Магас                            | 4 району та 4 міста                                                      | 26        | 4 муніципальних райони, 4 міських округу                                                  | детальніше                                      |
| 07 | Кабардино-Балкарія          |        |      | 12 470             | ▼858 397     | Нальчик                          | 10 районів і 3 міста                                                     | 83        | 10 муніципальних районів, 3 міських округи                                                | детальніше                                      |
| 08 | Калмикія                    |        |      | 74 731             | ▼282 021     | Еліста                           | 13 районів і 1 місто                                                     | 85        | 13 муніципальних районів, 1 міський округ                                                 | детальніше                                      |
| 09 | Карачаєво-Черкесія          |        |      | 14 277             | ▼469 837     | Черкеськ                         | 10 районів і 2 міста                                                     | 91        | 10 муніципальних районів, 2 міських округи                                                | детальніше                                      |
| 10 | Карелія                     |        |      | 180 520            | ▼634 402     | Петрозаводськ                    | 16 районів і 13 міст                                                     | 86        | 16 муніципальних районів, 2 міських округи                                                | детальніше                                      |
| 11 | Комі                        |        |      | 416 774            | ▼872 057     | Сиктивкар                        | 12 районів і 8 міст                                                      | 87        | 15 муніципальних районів, 5 міських округів                                               | детальніше                                      |
| 12 | Марій Ел                    |        |      | 23 375             | ▼688 686     | Йошкар-Ола                       | 14 районів і 4 міста                                                     | 88        | 14 муніципальних районів, 3 міських округи                                                | детальніше                                      |
| 13 | Мордовія                    |        |      | 26 128             | ▼812 156     | Саранськ                         | 22 району та 7 міст                                                      | 89        | 22 муніципальних райони, 1 міський округ                                                  | детальніше                                      |
| 14 | Саха (Якутія)               |        |      | 3 083 523          | ▼954 803     | Якутськ                          | 33 району та 5 міст                                                      | 98        | 34 муніципальних райони, 2 міських округи                                                 | детальніше                                      |
| 15 | Північна Осетія — Аланія    |        |      | 7987               | ▼703 977     | Владикавказ                      | 8 районів і 1 місто                                                      | 90        | 8 муніципальних районів, 1 міський округ                                                  | детальніше                                      |
| 16 | Татарстан                   |        |      | 67 847             | ▲3 838 230   | Казань                           | 43 району та 14 міст                                                     | 92        | 43 муніципальних райони, 2 міських округи                                                 | детальніше                                      |
| 17 | Тива (Тува)                 |        |      | 168 604            | ▲311 761     | Кизил                            | 17 районів і 2 міста                                                     | 93        | 17 муніципальних районів, 2 міських округи                                                | детальніше                                      |
| 18 | Удмуртія                    |        |      | 42 061             | ▼1 517 050   | Іжевськ                          | 25 районів і 5 міст                                                      | 94        | 25 муніципальних районів, 5 міських округів                                               | детальніше                                      |
| 19 | Хакасія                     |        |      | 61 569             | ▲534 079     | Абакан                           | 8 районів і 5 міст                                                       | 95        | 8 муніципальних районів, 5 міських округів                                                | детальніше                                      |
| 20 | Чечня                       |        |      | 15 647             | ▲1 346 438   | Грозний                          | 17 районів і 5 міст                                                      | 96        | 17 муніципальних районів, 2 міських округи                                                | детальніше                                      |
| 21 | Чувашія                     |        |      | 18 343             | ▼1 239 984   | Чебоксари                        | 21 район і 9 міст                                                        | 97        | 21 муніципальний район, 5 міських округів                                                 | детальніше                                      |
|    | Краї                        |        |      |                    |              |                                  |                                                                          |           |                                                                                           |                                                 |
| 22 | Алтайський край             |        |      | 167 996            | ▼2 390 638   | Барнаул                          | 60 районів і 11 міст                                                     | 01        | 60 муніципальних районів, 11 міських округів                                              | детальніше                                      |
| 23 | Забайкальський край         |        |      | 431 892            | ▼1 090 344   | Чита                             | 31 район і 5 міст                                                        | 76        | 31 муніципальний район, 4 міських округу                                                  | детальніше                                      |
| 24 | Камчатський край            |        |      | 464 275            | ▼319 864     | Петропавловськ-Камчатський       | 11 районів і 2 міста                                                     | 30        | 11 муніципальних районів, 3 міських округи                                                | детальніше                                      |
| 25 | Краснодарський край         |        |      | 75 485             | ▲5 404 273   | Краснодар                        | 38 районів і 15 міст                                                     | 03        | 37 муніципальних районів, 7 міських округів                                               | детальніше                                      |
| 26 | Красноярський край          |        |      | 2 366 797          | ▲2 852 810   | Красноярськ                      | 54 району та 19 міст                                                     | 04        | 44 муніципальних райони, 17 міських округів                                               | детальніше                                      |
| 27 | Пермський край              |        |      | 160 236            | ▲2 636 154   | Перм                             | 33 району та 14 міст                                                     | 57        | 42 муніципальних райони, 6 міських округів                                                | детальніше                                      |
| 28 | Приморський край            |        |      | 164 673            | ▼1 938 516   | Владивосток                      | 22 району та 12 міст                                                     | 05        | 22 муніципальних райони, 12 міських округів                                               | детальніше                                      |
| 29 | Ставропольський край        |        |      | 66 160             | ▲2 794 508   | Ставрополь                       | 26 районів і 10 міст                                                     | 07        | 26 муніципальних районів, 9 міських округів                                               | детальніше                                      |
| 30 | Хабаровський край           |        |      | 787 633            | ▼1 339 912   | Хабаровськ                       | 17 районів та 6 міст                                                     | 08        | 17 муніципальних районів, 2 міських округу                                                | детальніше                                      |
|    | Області                     |        |      |                    |              |                                  |                                                                          |           |                                                                                           |                                                 |
| 31 | Амурська область            |        |      | 361 913            | ▼811 274     | Благовєщенськ                    | 20 районів і 7 міст                                                      | 10        | 20 муніципальних районів, 8 міських округів                                               | детальніше                                      |
| 32 | Архангельська область       |        |      | 589 913            | ▼1 191 785   | Архангельськ                     | 20 районів і 8 міст                                                      | 11        | 19 муніципальних районів, 7 міських округів                                               | детальніше                                      |
| 33 | Астраханська область        |        |      | 49 024             | ▲1 016 516   | Астрахань                        | 11 районів і 3 міста                                                     | 12        | 11 муніципальних районів, 2 міських округи                                                | детальніше                                      |
| 34 | Білгородська область        |        |      | 27 134             | ▲1 544 108   | Білгород                         | 21 район і 6 міст                                                        | 14        | 19 муніципальних районів, 3 міських округи                                                | детальніше                                      |
| 35 | Брянська область            |        |      | 34 857             | ▼1 242 599   | Брянськ                          | 27 районів і 5 міст                                                      | 15        | 27 муніципальних районів, 7 міських округів                                               | детальніше                                      |
| 36 | Володимирська область       |        |      | 29 084             | ▼1 413 321   | Володимир                        | 16 районів і 10 міст                                                     | 17        | 16 муніципальних районів, 5 міських округів                                               | детальніше                                      |
| 37 | Волгоградська область       |        |      | 112 877            | ▼2 569 126   | Волгоград                        | 33 району та 6 міст                                                      | 18        | 33 муніципальних райони, 6 міських округів                                                | детальніше                                      |
| 38 | Вологодська область         |        |      | 144 527            | ▼1 193 371   | Вологда                          | 26 районів і 4 міста                                                     | 19        | 26 муніципальних районів, 2 міських округи                                                | детальніше                                      |
| 39 | Воронезька область          |        |      | 52 216             | ▼2 328 959   | Воронеж                          | 32 району та 7 міст                                                      | 20        | 31 муніципальний район, 3 міських округи                                                  | детальніше                                      |
| 40 | Іванівська область          |        |      | 21 437             | ▼1 043 130   | Іваново                          | 21 район і 6 міст                                                        | 24        | 21 муніципальний район, 6 міських округів                                                 | детальніше                                      |
| 41 | Іркутська область           |        |      | 774 846            | ▼2 418 348   | Іркутськ                         | 33 району та 14 міст                                                     | 25        | 27 муніципальних районів, 9 міських округів                                               | детальніше                                      |
| 42 | Калінінградська область     |        |      | 15 125             | ▲963 128     | Калінінград                      | 13 районів та 6 міст                                                     | 27        | 15 муніципальних районів, 6 міських округів                                               | детальніше                                      |
| 43 | Калузька область            |        |      | 29 777             | ▼1 004 544   | Калуга                           | 24 району та 4 міста                                                     | 29        | 24 муніципальних райони, 2 міських округи                                                 | детальніше                                      |
| 44 | Кемеровська область         |        |      | 95 725             | ▼2 734 075   | Кемерово                         | 19 районів і 18 міст                                                     | 32        | 28 муніципальних районів, 16 міських округів                                              | детальніше                                      |
| 45 | Кіровська область           |        |      | 120 374            | ▼1 310 929   | Кіров                            | 39 районів і 5 міст                                                      | 33        | 39 муніципальних районів, 6 міських округів                                               | детальніше                                      |
| 46 | Костромська область         |        |      | 60 211             | ▼656 389     | Кострома                         | 24 району та 8 міст                                                      | 34        | 24 муніципальних райони, 6 міських округів                                                | детальніше                                      |
| 47 | Курганська область          |        |      | 71 488             | ▼877 149     | Курган                           | 24 району та 9 міст                                                      | 37        | 24 муніципальних райони, 2 міських округи                                                 | детальніше                                      |
| 48 | Курська область             |        |      | 29 997             | ▼1 118 915   | Курськ                           | 28 районів і 5 міст                                                      | 38        | 28 муніципальних районів, 5 міських округів                                               | детальніше                                      |
| 49 | Ленінградська область       |        |      | 83 908             | ▲1 763 924   | Санкт-Петербург                  | 17 районів і 20 міст                                                     | 41        | 17 муніципальних районів, 1 міський округ                                                 | детальніше                                      |
| 50 | Липецька область            |        |      | 24 047             | ▼1 159 866   | Липецьк                          | 18 районів і 2 міста                                                     | 42        | 18 муніципальних районів, 2 міських округи                                                | детальніше                                      |
| 51 | Магаданська область         |        |      | 462 464            | ▼150 312     | Магадан                          | 8 районів і 2 міста                                                      | 44        | 8 муніципальних районів, 1 міський округ                                                  | детальніше                                      |
| 52 | Московська область          |        |      | 44 379             | ▲7 133 620   | офіц. Москва, факт. Красногорськ | 38 районів і 56 міст                                                     | 46        | 36 муніципальних районів, 36 міських округів                                              | детальніше                                      |
| 53 | Мурманська область          |        |      | 144 902            | ▼771 058     | Мурманськ                        | 5 районів і 13 міст                                                      | 47        | 5 муніципальних районів, 14 міських округів                                               | детальніше                                      |
| 54 | Нижньогородська область     |        |      | 76 624             | ▼3 281 496   | Нижній Новгород                  | 48 районів і 12 міст                                                     | 22        | 48 муніципальних районів, 4 міських округу                                                | детальніше                                      |
| 55 | Новгородська область        |        |      | 54 501             | ▼622 430     | Великий Новгород                 | 21 район і 3 міста                                                       | 49        | 21 муніципальний район, 1 міський округ                                                   | детальніше                                      |
| 56 | Новосибірська область       |        |      | 177 756            | ▲2 731 176   | Новосибірськ                     | 30 районів і 7 міст                                                      | 50        | 30 муніципальних районів, 5 міських округів                                               | детальніше                                      |
| 57 | Омська область              |        |      | 141 140            | ▼1 973 876   | Омськ                            | 32 району та 6 міст                                                      | 52        | 32 муніципальних райони, 1 міський округ                                                  | детальніше                                      |
| 58 | Оренбурзька область         |        |      | 123 702            | ▼2 008 566   | Оренбург                         | 35 районів і 12 міст                                                     | 53        | 35 муніципальних районів, 13 міських округів                                              | детальніше                                      |
| 59 | Орловська область           |        |      | 24 652             | ▼769 980     | Орел                             | 24 райони та 3 міста                                                     | 57        | 24 муніципальних райони, 3 міських округи                                                 | детальніше                                      |
| 60 | Пензенська область          |        |      | 43 352             | ▼1 360 587   | Пенза                            | 28 районів і 5 міст                                                      | 58        | 28 муніципальних районів, 5 міських округів                                               | детальніше                                      |
| 61 | Псковська область           |        |      | 55 399             | ▼656 561     | Псков                            | 24 району та 2 міста                                                     | 56        | 24 муніципальних райони, 2 міських округи                                                 | детальніше                                      |
| 62 | Ростовська область          |        |      | 100 967            | ▼4 245 532   | Ростов-на-Дону                   | 43 району та 16 міст                                                     | 60        | 43 муніципальних райони, 12 міських округів                                               | детальніше                                      |
| 63 | Рязанська область           |        |      | 39 605             | ▼1 140 844   | Рязань                           | 25 районів і 4 міста                                                     | 61        | 25 муніципальних районів, 4 міських округу                                                | детальніше                                      |
| 64 | Самарська область           |        |      | 53 565             | ▼3 211 187   | Самара                           | 27 районів і 10 міст                                                     | 36        | 27 муніципальних районів, 10 міських округів                                              | детальніше                                      |
| 65 | Саратовська область         |        |      | 101 240            | ▼2 496 552   | Саратов                          | 38 районів і 13 міст                                                     | 63        | 38 муніципальних районів, 4 міських округу                                                | детальніше                                      |
| 66 | Сахалінська область         |        |      | 87 101             | ▼491 027     | Південно-Сахалінськ              | 17 районів і 9 міст                                                      | 65        | 2 муніципальних райони, 17 міських округів                                                | детальніше                                      |
| 67 | Свердловська область        |        |      | 194 307            | ▲4 320 677   | Єкатеринбург                     | 30 районів і 34 міста                                                    | 65        | 5 муніципальних районів, 67 міських округів                                               | детальніше                                      |
| 68 | Смоленська область          |        |      | 49 779             | ▼967 896     | Смоленськ                        | 25 районів і 2 міста                                                     | 66        | 25 муніципальних районів, 2 міських округи                                                | детальніше                                      |
| 69 | Тамбовська область          |        |      | 34 462             | ▼1 068 934   | Тамбов                           | 23 району та 7 міст                                                      | 68        | 23 муніципальних райони, 7 міських округів                                                | детальніше                                      |
| 70 | Тверська область            |        |      | 84 201             | ▼1 325 249   | Тверь                            | 36 районів і 12 міст                                                     | 28        | 36 муніципальних районів, 7 міських округів                                               | детальніше                                      |
| 71 | Томська область             |        |      | 314 391            | ▲1 070 128   | Томськ                           | 16 районів та 6 міст                                                     | 69        | 16 муніципальних районів, 4 міських округу                                                | детальніше                                      |
| 72 | Тульська область            |        |      | 25 679             | ▼1 521 497   | Тула                             | 23 району та 9 міст                                                      | 70        | 23 муніципальних райони, 3 міських округи                                                 | детальніше                                      |
| 73 | Тюменська область           |        |      | 1 464 173          | ▲3 546 345   | Тюмень                           | 38 районів і 26 міст (з ХМАО та ЯНАО)                                    | 71        | 21 муніципальний район, 5 міських округів (без ХМАО та ЯНАО)                              | докладніше                                      |
| 74 | Ульянівська область         |        |      | 37 181             | ▼1 267 561   | Ульяновськ                       | 21 район і 6 міст                                                        | 73        | 21 муніципальний район, 4 міських округу                                                  | детальніше                                      |
| 75 | Челябінська область         |        |      | 88 529             | ▲3 490 053   | Челябінськ                       | 24 району та 23 міста                                                    | 75        | 27 муніципальних районів, 16 міських округів                                              | детальніше                                      |
| 76 | Ярославська область         |        |      | 36 177             | ▲1 271 766   | Ярославль                        | 17 районів та 6 міст                                                     | 78        | 17 муніципальних районів, 3 міських округу                                                | детальніше                                      |
|    | Міста федерального значення |        |      |                    |              |                                  |                                                                          |           |                                                                                           |                                                 |
| 77 | Москва                      |        |      | 2511               | ▲12 108 257  | Москва                           | 12 адміністративних округів (125 районів, 2 міських округи, 19 поселень) | 45        | 146 внутрішньоміських муніципальних утворень                                              | детальніше                                      |
| 78 | Санкт-Петербург             |        |      | 1439               | ▲5 131 942   | Санкт-Петербург                  | 18 районів                                                               | 40        | 111 внутрішньоміських муніципальних утворень (81 муніципальний округ, 9 міст і 21 селище) | детальніше                                      |
|    | Автономна область           |        |      |                    |              |                                  |                                                                          |           |                                                                                           |                                                 |
| 79 | Єврейська АО                |        |      | 36 266             | ▼170 377     | Біробіджан                       | 5 районів і 1 місто                                                      | 99        | 5 муніципальних районів, 1 міський округ                                                  | детальніше                                      |
|    | Автономні округи            |        |      |                    |              |                                  |                                                                          |           |                                                                                           |                                                 |
| 80 | Ненецький АО                |        |      | 176 810            | ▲43 025      | Нар'ян-Мар                       | 1 район і 1 місто                                                        | 11        | 1 муніципальний район, 1 міський округ                                                    | детальніше                                      |
| 81 | Ханти-Мансійський АО — Югра |        |      | 534 801            | ▲1 597 248   | Ханти-Мансійськ                  | 9 районів і 14 міст                                                      | 71        | 9 муніципальних районів, 13 міських округів                                               | детальніше                                      |
| 82 | Чукотський АО               |        |      | 721 481            | ▼50 555      | Анадир                           | 8 районів і 1 місто                                                      | 77        | 8 муніципальних районів, 1 міський округ                                                  | детальніше                                      |
| 83 | Ямало-Ненецький АО          |        |      | 769 250            | ▼539 671     | Салехард                         | 7 районів і 7 міст                                                       | 71        | 7 муніципальних районів, 6 міських округів                                                | детальніше                                      |
|    |                             |        |      |                    |              |                                  |                                                                          |           |                                                                                           |                                                 |
| —  | Вся Росія                   |        |      | 17 097 281         | ▲141 314 127 | Москва                           |                                                                          |           |                                                                                           |                                                 |

### Коди суб'єктів федерації
Існує цілий ряд різного роду кодувань суб'єктів Російської Федерації, згідно з якими їм присвоюються цифрові або літерні позначення для різних цілей.

## Інші особливості територіального устрою Росії

### Угруповання регіонів Росії
Суб'єкти федерації групуються в:
- 9 федеральних округів (до 2010 — 7, до 2014 — 8);
- 11 економічних районів;
- 14 географічних районів;
- 4 військових округи (до 2010 — 6);
- 9 часових поясів (до 2010 року — 11).

### Зарубіжні території Росії
Місто Байконур знаходиться на території Казахстану, але разом з комплексом космодрому Байконур орендований Росією на період до 2050, наділений статусом міста федерального значення Російської Федерації, на території міста діє російське законодавство.
Згідно зі Шпіцбергенським трактатом 1920 Росія здійснює економічну діяльність на архіпелазі Шпіцберген (селища Баренцбург, Піраміда та Грумант).

## Історія російського федералізму

### Зміни в федеративний устрій Росії після припинення існування СРСР

#### 1990-ті
- З розпадом СРСР пройшов парад суверенітетів, привівши до конфлікту законодавств РРФСР та республік у її складі.
- Всі Радянські Соціалістичні Республіки у складі РРФСР (до травня та липня 1991 — автономні області та АРСР) стали республіками.
- Оскільки всі автономні округи отримали можливість виходу зі складу областей та країв за допомогою прийняття відповідного закону, Чукотський автономний округ вийшов зі складу Магаданської області.
- Чечено-Інгушська АРСР розділилася на 2 республіки: Чеченську Республіку та Інгушетію.
- Міста Москва (місто республіканського підпорядкування РРФСР) та Санкт-Петербург (раніше — місто Ленінград, адміністративно підлеглий Ленінградської області) були перетворені у міста федерального значення.
- 31 березня 1992 регіони Російської Федерації (за винятком Татарстану, Чечні («Ічкерії»), а також Інгушетії) підписали договори про розмежування предметів ведення та повноважень між федеральними та регіональними органами державної влади — федеративний договір, який було включено до чинної конституції[7].
- Автономні області — Адигейська, Горно-Алтайська, Карачаєво-Черкеська, Хакаська перетворені у республіки.
- З прийняттям нової Конституції Російської Федерації 1993 всі республіки, краї, області, автономні округи, міста Москва та Санкт-Петербург, а також Єврейська автономна область (вийшла зі складу Хабаровського краю) стали рівноправними суб'єктами Російської Федерації.
- Були перейменовані області: Горьківська у Нижньогородську, Калінінська у Тверську та Куйбишевська у Самарську.
- Сокальський район Івановської області (2100 км²) перейшов до складу Нижньогородської області.

#### 2000-ні
- 7 грудня 2003 було проведено референдум з об'єднання Пермської області та Комі-Пермяцкого АТ у Пермський край. Пропозицію про об'єднання схвалено переважною більшістю голосів. Об'єднання набрало чинності 1 грудня 2005[8].
- 17 квітня 2005 було проведено референдум з приєднання Таймирського та Евенкійського АТ до Красноярському краю. Пропозицію про приєднання схвалено переважною більшістю голосів. Об'єднання набрало чинності 1 січня 2007.
- 23 жовтня 2005 було проведено референдум з об'єднання Камчатської області та Коряцького АТ у Камчатський край. Пропозицію про об'єднання схвалено переважною більшістю голосів. Об'єднання набрало чинності 1 липня 2007.
- 16 квітня 2006 року було проведено референдум з приєднання Усть-Ординського Бурятського АО до Іркутської області. Пропозицію про приєднання схвалено переважною більшістю голосів. Об'єднання набрало чинності 1 січня 2008.
- 11 березня 2007 було проведено референдум з об'єднання Читинської області та Агінського Бурятського АО у єдиний Забайкальський край. Пропозиція про об'єднання схвалено переважною більшістю голосів. Об'єднання набрало чинності 1 березня 2008.

#### 2010-ті
- 16 березня 2014 почалася тимчасова окупація АР Крим військами РФ, де російською окупаційною владою було проведено нелегітимний референдум в АР Крим (Україна). Цей «референдум» було проведено незаконно.[9] Його результати не визнає ні Україна, на Радбез ООН.[10][11][12][13][14].

Створена всупереч нормам міжнародного права та не визнана практично всіма країнами світу, Республіка Крим як суб'єкт Російської Федерації утворена 21 березня 2014 року рішенням Ради Федерації Росії, котра ратифікувала Договір та ухвалила закон про приєднання Криму та міста Севастополь до Росії.
Україна не визнала приєднання Криму до Росії: Верховна Рада прийняла Декларацію про боротьбу за звільнення держави, у якій, зокрема, дії Росії на півострові названі анексією, а Автономна Республіка Крим та місто Севастополь називаються «невід'ємними частинами України».

## Майбутнє федеративного устрою Росії

### Перспективи подальшого укрупнення регіонів
Проводилась попередня робота з об'єднання Архангельської області та Ненецького АО у Поморський (Архангельський, Північний) край, Санкт-Петербурга та Ленінградській області у Петербурзьку губернію (Невський, Санкт-Петербурзький край), Москви та Московської області у Московський федеральний округ або Московську і Тверську областей у Центральну (Підмосковну) область тощо, однак, процеси об'єднання було заморожено.

### Порядок та перспективи розширення Російської Федерації
Згідно з Федеральним конституційним законом від 17 грудня 2001 № 6-ФКЗ «Про порядок прийняття в Російську Федерацію та утворення в її складі нового суб'єкта Російської Федерації», розширення Російської Федерації можливе шляхом приєднання до неї як суб'єктів федерації іноземних держав або їхніх частин згідно з вільним волевиявленням народів, що проживають на цих територіях, і при укладенні міжнародних договорів з цими державами.
Розширення Росії можливо у тому числі за рахунок незалежних держав, зокрема, територій, які можуть коли-небудь отримати такий статус. Із сусідніх з Росією держав, які прагнуть до інтеграції з нею, включаючи невизнані (частково визнані), Білорусь та Абхазія не планують стати суб'єктами Російської Федерації (при цьому відповідно вступивши або побажавши вступити до Союзної держави), а Південна Осетія, Придністров'я та раніше Абхазія (1995 року), а також Принаров'є та Рудний Алтай (спроби проголошення республік у яких відповідно на північному сході Естонії на північному сході Казахстану робилися спроби російськомовною більшістю у 1990—1994 роках) такий намір проявляли.
Розраховуючи на повторення прецеденту окупації Росією Криму та Севастополя, 2014 року після проведення референдумів 11 травня та оголошення суверенітетів 12 травня такий намір також проявили самопроголошені влади Донецької та Луганської «народних республік».